# Brownlowioideae
Brownlowioideae es una subfamilia de plantas de la familia Malvaceae. Los géneros de esta subfamilia eran parte de la familia Tiliaceae hasta su revisión taxonómica según el Sistema APG II. 

## Géneros
- Berrya
- Brownlowia
- Carpodiptera
- Christiana
- Diplodiscus
- Hainania
- Indagator
- Jarandersonia
- Pentace
- Pityranthe

- Datos: Q1322441
- Multimedia: Brownlowioideae / Q1322441
- Especies: Brownlowioideae